# Longone al Segrino
Longone al Segrino – miejscowość i gmina we Włoszech, w regionie Lombardia, w prowincji Como.
Według danych na rok 2004 gminę zamieszkiwało 1455 osób, 1455 os./km².